# Louise Déry
Louise Déry, née le 9 juin 1955 à Gaspé, est une commissaire d'exposition et historienne de l'art contemporain canadienne.
Directrice de la Galerie de l'UQAM depuis 1997, elle est également essayiste et auteure, éditrice dans le secteur des arts visuels contemporains, et professeure associée au département d’histoire de l’art de l’UQAM.

## Biographie
Elle étudie l'histoire de l'art à l'Université Laval où elle obtient sa maitrise en 1982, suivi d'un doctorat en 1991, avec une thèse intitulée Art public et intégration des arts à l'architecture au Québec : contextes et créations, sous la direction de John R. Porter.
Directrice du Musée régional de Rimouski de 1986 à 1987, elle est ensuite conservatrice de l’art actuel au Musée national des beaux-arts du Québec jusqu’en 1992, où elle assure du même temps la direction de la Galerie du Musée. De 1992 à 1995, elle devient conservatrice de l’art contemporain au Musée des beaux-arts de Montréal. Depuis 1997, elle dirige la Galerie de l'UQAM.
Elle a réalisé un nombre important d'expositions avec des artistes tels que Giuseppe Penone, Rober Racine, Sarkis, Nancy Spero, Michael Snow, Françoise Sullivan, Dominique Blain, Raphaëlle de Groot, David Altmejd, Artur Żmijewski ou encore le philosophe Jean-Luc Nancy. Commissaire d’une trentaine d’expositions d’artistes canadiens à l’étranger dont une douzaine en France, en Italie, en Suisse, en Belgique, en Espagne, en Turquie, aux États-Unis et en Asie, elle a été commissaire du pavillon du Canada à la Biennale de Venise avec une exposition de David Altmejd (2007). Lors de la Biennale de Venise de 2013, elle a présenté une performance de Raphaëlle de Groot et lors de l‘édition de 2015, plusieurs interventions de Jean-Pierre Aubé sur la pollution électromagnétique.
Elle a été commissaire invitée par plusieurs institutions telles que : Le Fresnoy. Studio national des arts contemporains (France), Musée national des beaux-arts du Québec, Centre international d’art contemporain de Montréal, L’Œil de Poisson (Québec), Arts Santa Mònica (Barcelone), Anselm Adam Center (San Francisco), Akbank Sanat (Istanbul), Passage de Retz (Paris), Radio Arte Mobile (Rome), Museo Laboratorio La Sapienza (Rome), Biennale de Venise, etc.
En plus d’un grand nombre de catalogues d’expositions, et d’une contribution à de nombreux ouvrages et actes de colloque sur la scénographie d’exposition, la muséologie comme discipline, les musées de demain, l’héritage du Refus global, l’art et la littérature dans l’espace public, l’objet contemporain au musée, Louise Déry a publié des articles dans plusieurs revues d’art, de patrimoine et de muséologie comme Musées, POSSIBLES, Parachute, esse arts + opinions, ESPACE art actuel, Ciel variable, Protée, Spirale, Vie des arts, Continuité, Cahier des arts visuels au Québec, Collages - Revue d'Esthétique, Art Press (Paris), Art Pulse (Miami), Doxa (Istanbul), Print Voice (Edmonton), Canadian Art (Toronto), etc.
En 1997, elle co-fonde avec Monique Régimbald-Zeiber, une maison d'édition dévolue à l'écriture expérimentale sur les arts visuels contemporains, les Éditions les petits carnets.
En tant qu'enseignante en études muséales et en histoire de l'art contemporain, Louise Déry a été professeure et conférencière invitée à l’UQAM, l'Université Laval, l'Université de Montréal, et la University of New Hampshire. Parallèlement à sa fonction de directrice de la Galerie de l’UQAM, elle est professeure associée au département d’histoire de l’art.

## Prix et honneurs
- 2021 - Membre de l'Ordre des arts et des lettres du Québec[7]
- 2017 - Chevalier de l'ordre des Arts et des Lettres, France[8]; Médaille du 150e anniversaire du Sénat du Canada.
- 2015 - Prix du Gouverneur général en arts visuels et en arts médiatiques (contribution exceptionnelle)[9].
- 2013 - Membre de la Société royale du Canada[10].
- 2012 - Médaille du jubilé de diamant d'Élisabeth II.
- 2011 - Hommage à un intervenant du milieu de l’Association des galeries d’art contemporain[11].
- 2007 - Prix d’excellence de la Fondation Hnatyshyn pour le commissariat en art contemporain.
- 2005 - Prix Excellence - groupe institutionnel 3 de la Société des musées québécois, Galerie de l'UQAM.
- 1999 - Prix Excellence - groupe institutionnel 1 de la Société des musées québécois, Galerie de l'UQAM.
- 1990 - Prix d'excellence de l'AMC pour la conservation.
- 2021 : Compagne de l'Ordre des arts et des lettres du Québec[12].
- 2023 : Chevalière de l'Ordre national du Québec[13]

## Commissariats d'exposition

### Galerie de l'UQAM
- Enrique Ramírez/Êtres/lieux, 2021 (en collaboration avec l’École nationale supérieure de la photographie, Arles, France. Co-commissariat avec Marta Gili)

- Françoise Sullivan. Les années 1970, 2021

- Françoise Sullivan. Œuvres d’Italie/Works from Italy, 2020
- Emmanuelle Léonard. Le déploiement/Deployment, 2019
- Graham Fagen. Complainte de l’esclave/The Slave’s Lament, 2017 (circulation à la Doris McCarthy Gallery de l’Université de Toronto, 2018)
- Françoise Sullivan. Trajectoires resplendissantes/Radiant Trajectories, 2017
- Motion. Montréal/Genève, 2016 (co-commissariat avec La Fabrique d’exposition ; circulation à la HEAD - Genève, 2016 ; Mackenzie Art Gallery, Regina, 2017 ; Centre culturel canadien, Paris, 2017 ; Accademia di Belle Arti di Roma, 2017 ; Centre d’art de la confédération à Charlottetown, 2018)
- Aude Moreau. La nuit politique/The Political Nightfall, 2015 (circulation à The Power Plant, Toronto, 2016 ; Centre culturel canadien, Paris, 2015 ; Casino Luxembourg, 2016)
- Donatella Landi. Les résonances de l’image, 2013
- Artur Żmijewski. Scénarios de dissidence/Scenarios of Dissidence, 2010 (co-commissariat avec Véronique Leblanc)
- Shary Boyle. La chair et le sang/Flesh and Blood, 2010 (circulation au Musée des beaux-arts de l'Ontario, Toronto, 2010 ; Contemporary Art Gallery, Vancouver, 2011)
- Expansion, 2010 (co-commissariat avec Audrey Genois)
- Manon De Pauw. Intrigues, 2009 (circulation à la Southern Alberta Art Gallery, Lethbridge, 2009 ; Cambridge Galleries, 2009 ; Musée régional de Rimouski, 2009 ; Centre culturel canadien, Paris, 2012 ; Galerie de l’Université de Sherbrooke, 2012 ; Langage Plus, Alma, 2013)
- Phenomena (Isabelle Hayeur, Jean-Pierre Aubé, Patrick Coutu), 2008
- Stéphane La Rue. Retracer la peinture, 2008 (co-commissariat avec Marie-Eve Beaupré ; circulation au Musée national des beaux-arts du Québec, 2008)
- EntreVoir (Fernand Leduc, Michel Goulet, Janet Werner, Dil Hildebrand, Michel Archambault), 2008
- David Altmejd, 2007 (circulation à Oakville Galleries, Gairloch Gardens, 2007 ; Illingworth Kerr Gallery, Alberta College of Art + Design, Calgary, 2007)
- Raphaëlle de Groot. En exercice, 2006
- Gregory Forstner, 2006
- Rober Racine. Fantasmes fragiles, 2006
- TROP. Jean-Luc Nancy avec François Martin et Rodolphe Burger, 2005 (co-commissariat avec Ginette Michaud et Georges Leroux)
- Jocelyn Robert. L’inclinaison du regard, 2005
- Glissements. Art et écriture, 2005 (co-commissariat avec Audrey Genois)
- Peter Gnass. Couper/Coller, 2004 (co-commissariat avec Jocelyne Fortin)
- Le touché de la peinture (Aïda Kazarian, Monique Régimbald-Zeiber, Françoise Sullivan), 2004
- Dominique Blain. Monuments, 2004
- Sarkis. 2 600 ans après 10 minutes 44 secondes, 2003
- Are You Talking to Me? Conversation(s), 2003 (co-commissariat avec Didier Prioul et Marie-Pierre Sirois)
- La parodie du monde selon Myriam Laplante, 2002
- Myopie. Œuvres de Christian Châtel, Christl Lidl et Magali Desbazeille, 2001
- Nancy Spero. L’image parlée/The Spoken Image, 2001
- Jana Sterbak. Penser tout haut/Thinking Out Loud, 2001 (circulation à la Galerie de l’Ambassade du Canada à Pékin et le Loft, Pékin, Chine, 2000 ; Galerie L’œuvre de l’autre, Université du Québec à Chicoutimi, 2001; Museo Laboratorio, Université La Sapienza, Rome, 2002 ; L’École, Saint-Jean-Port-Joli, 2002)
- Point de chute (Manuela Lalic, David Altmejd, Marie-Josée Laframboise, Raphaëlle de Groot, Jérôme Fortin), 2001
- Roberto Pellegrinuzzi. Une pratique du poétique, 1999 (circulation à la Maison Européenne de la photographie, Paris, 1999)
- Françoise Sullivan. Éclats de rouge, 1998
- L'art inquiet. Motifs d’engagement, 1998 (co-commissariat avec Monique Régimbald-Zeiber)

### Musée des beaux-arts de Montréal (coordination et scénographie)
- Antony Gormley : Champ, 1993
- Picasso. Corps crucifiés, 1993
- Jim Dine: Drawings from the Glyptothek, 1993
- La grande rétrospective Roy Lichtenstein, 1994
- Annie Leibovitz : Photographies 1970-1990, 1994
- Serge Tousignant. Parcours photographique, 1994
- Rétrospective de l'œuvre de Mark Tansey, 1994

### Musée national des beaux-arts du Québec
- Dominique Blain. Médiation, 1998 (circulation au Anselm Adam Center, San Francisco, 1998 ; Sala 1, Rome, 1998)
- Daudelin, 1997 (co-commissariat avec Michel Martin)
- Michel Archambault. Sculptures et autres inventions, 1996
- Françoise Sullivan, 1993
- Vol parallèle (Rober Racine, Raymond Gervais, Domingo Cisneros, Françoise Sullivan, etc.), 1993 (circulation à Oakville Galleries, 1994)
- Escobedo, Derouin : La dérive des contrastes, 1992
- Un archipel de désirs : Les artistes du Québec et la scène internationale, 1991
- Paul Hunter. Œuvres en vue, 1990
- Linda Covit. Orienter le regard, 1990
- Territoires d'artistes : Paysages verticaux (Daniel Buren, Giuseppe Penone, Michael Snow, Melvin Charney, Angela Grauerholz, etc.), 1989
- Le dessin errant, 1988
- Résistance et soumission : bribes d'une conversation chrétienne, 1987

### Commissariats réalisés pour d'autres institutions
- Panorama 22, Le Fresnoy - Studio national des arts contemporains, Tourcoing, 2020
- Françoise Sullivan. Œuvres d’Italie/Opere d'Italia/Works from Italy, La Macina di San Cresci (en coproduction avec la Galerie de l'UQAM), Greve in Chianti, 2019
- Facing the Sky, Nuit blanche Toronto, 2016
- Jean-Pierre Aubé. Electrosmog Venezia, Biennale de Venise, 2015
- Jean-Pierre Aubé. Electrosmogs, Radio Arte Mobile, Rome, 2015
- À Montréal, quand l’image rôde, Le Fresnoy - Studio national des arts contemporains, Tourcoing, 2013
- Raphaëlle de Groot. En exercices à Venise, Biennale de Venise, 2013
- Solo Snow. Œuvres de/Works by Michael Snow, Le Fresnoy - Studio national des arts contemporains, Tourcoing, 2011 (circulation à Akbank Sanat, Istanbul, 2012 ; Galerie de l’UQAM, Montréal, 2013)
- Metamorphosis (Michael Snow, Mark Lewis, David Altmejd, Isabelle Hayeur, Raphaëlle de Groot, Jérome Fortin, Jocelyn Robert, etc.), Akbank Sanat, Istanbul, 2008
- David Altmejd. The Index, 52e Biennale de Venise, Pavillon du Canada, 2007
- David Altmejd, Oakville Galleries, Gairloch Gardens, 2007
- David Altmejd, Illingworth Kerr Gallery, Alberta College of Art + Design, 2007
- Rober Racine. Fantasmes fragiles, Galerie de l’ambassade du Canada à Tokyo, 2006
- Rober Racine. Fantasmes fragiles, Musée d’art contemporain de Nice, 2006
- Rober Racine. Fantasmes fragiles, Site Odéon no 5, Paris, 2006
- Rober Racine. Fantasmes fragiles, La Nube di Oort, Rome, 2006
- Le touché de la peinture, Galerie de l’Université libre de Bruxelles, 2005
- Pierre Bourgault. Transbordements, L’Œil de Poisson, Québec, 2003
- Point de chute (Manuela Lalic, David Altmejd, Marie-Josée Laframboise, Raphaëlle de Groot, Jérôme Fortin), Centre d’art contemporain de Bruxelles, 2003
- Espaces intérieurs. Artistes contemporains du Québec, Passage de Retz, Paris, 1999
- El cos, la llengua, les paraules, la pell : Artistes contemporains del Québec, Centre d’art contemporain Santa Mònica, Barcelone, 1999
- Dominique Blain. Médiation, Sala 1, Rome, 1998
- Dominique Blain. Mediation, Anselm Adam Center, San Francisco, 1998
- Jean-Jacques Ringuette, Il Ponte Contemporanea, Rome, 1998
- Geneviève Cadieux, Galleria S.A.L.E.S., Rome, 1998
- Angela Grauerholz, Galleria Valentina Moncada, Rome, 1998
- Roberto Pellegrinuzzi, Studio d'arte contemporanea Pino Casagrande, Rome, 1998
- La traversée des mirages. Photographie du Québec, Champagne-Ardenne/été 1992, Centre d'art contemporain / Passages et Cadran Solaire, Troyes, 1992
- Helen Escobedo, René Derouin : Instalaciones, Museo Rufino Tamayo, Mexico, 1992

## Publications (sélection)

### Catalogues d'exposition
- Françoise Sullivan. Une ligne imaginaire / An Imaginary Line, Galerie de l'UQAM, 2023, 240 p. (autre texte de Gianfranco Sanguinetti)

- Enrique Ramírez. Êtres/lieux, co-direction Marta Gili, Montréal, Galerie de l'UQAM, 2022, 136 p. (autre texte de Nelly Richard)

- Emmanuelle Léonard. Le déploiement/Deployment, Montréal, Galerie de l’UQAM, 2020, 130 p.
- Françoise Sullivan. Œuvres d’Italie/Works from Italy, Montréal, Galerie de l’UQAM, 2020, 130 p.
- Le Soulèvement infini, co-auteur Georges Didi-Huberman, Montréal, Galerie de l’UQAM, 2019, 317 p.  (ISBN 978-2-920325-73-9)
- Graham Fagen. Complainte de l’esclave/The Slave’s Lament, Montréal, Galerie de l’UQAM, 2018, 111 p. (autre texte d’Erica Moiah James) (ISBN 978-2-920325-68-5)
- Françoise Sullivan. Trajectoires resplendissantes/Radiant Trajectories, Montréal, Galerie de l’UQAM, 2017, 238 p.  (ISBN 978-2-920325-65-4)
- « Le codex Altmejd », dans David Altmejd. Flux, Paris, Paris-Musées ; Musée d’art moderne de la Ville de Paris, 2014, p. 42-51.
- « Projeter la peinture/Projecting Painting », dans Le Projet Peinture. Un instantané de la peinture au Canada/The Painting Project. A snapshot of Painting in Canada, Montréal, Galerie de l’UQAM, 2013, p. 16-25.  (ISBN 978-2-920325-49-4)
- « Shary Boyle. L’univers en équilibre fragile/A World in Precarious Balance/Il fragile equilibrio dell’universo », dans Shary Boyle, Ottawa, Musée des beaux-arts du Canada, catalogue d’exposition de la Biennale de Venise, 2013, p. 21-59.
- « Camp Wakonda. Enfance posthume/Posthumous Childhood », dans Graeme Patterson. Secret Citadel, Art Gallery of Hamilton ; Halifax, Musée des beaux-arts de la Nouvelle-Écosse, 2013, p. 60-73.  (ISBN 9780864928900)
- Solo Snow. Œuvres de/Works by Michael Snow, co-direction Alain Fleischer, Montréal, Galerie de l’UQAM ; Tourcoing, Le Fresnoy - Studio national des arts contemporains, 2011, 136 p. (autres textes de Michael Snow, et al.) (ISBN 978-2-920325-42-5)
- Solo Snow. Works of Michael Snow, Istanbul, Akbank Sanat, 2011, 68 p. (autre texte d’Ali Akay)
- Artur Żmijewski. Scénarios de dissidence/Scenarios of Dissidence, Montréal, Galerie de l’UQAM, 2011, 150 p. (autre texte de Véronique Leblanc)
- Shary Boyle. La chair et le sang/Flesh and Blood, Montréal, Galerie de l’UQAM ; Toronto, Musée des beaux-arts de l'Ontario, 2010, 192 p. (autres textes de James Bewley et Michelle Jacques) (ISBN 978-2-920325-41-8)
- Manon De Pauw. Intrigues, Montréal, Galerie de l’UQAM, 2009, 132 p. (autre texte de Manon De Pauw)  (ISBN 978-2-920325-29-6)
- « The Cloaca No. 5 Effect in Montréal », dans Wim Delvoye. Cloaca no 5 Chine, Calgary, Alberta college of Art and Design, 2009, p. 49-53.
- Metamorfoz/Metamorphosis, Istanbul, Akbank Sanat ; Montréal, Galerie de l’UQAM, 2008, 102 p.  (ISBN 978-2-920325-26-5)
- Stéphane La Rue. Retracer la peinture, Montréal, Galerie de l’UQAM ; Québec, Musée national des beaux-arts du Québec, 2008, 144 p. (autres textes de Marie-Ève Beaupré, et al.) (ISBN 978-2-920325-20-3)
- David Altmejd. The Index, Montréal, Galerie de l’UQAM, 2007, 72 p.  (ISBN 978-2-920325-18-0)
- Raphaëlle de Groot. En exercice, Montréal, Galerie de l’UQAM, 2006, 144 p. (autres textes de Raphaëlle de Groot et Yann Pocreau)  (ISBN 978-2-920325-97-5)
- Trop. Jean-Luc Nancy. Montréal, Galerie de l’UQAM, 2006, 182 p. (autres textes de Jean-Luc Nancy, et al.)  (ISBN 978-2-920325-96-8)
- David Altmejd, Montréal, Galerie de l’UQAM, 2006, 112 p.  (ISBN 978-2-920325-95-1)
- « Un commissariat équitable dites-vous? », dans Cozic versus Cozic, Montréal, Université du Québec à Montréal ; Parisian Laundry, 2006, 56 p.
- Gregory Forstner. Dit Is De Minj, Francfort, Revolver, 2006, 79 p.  (ISBN 9783865883322)
- Rober Racine. Fantasmes fragiles, Montréal, Galerie de l’UQAM, 2005, 296 p. (autres textes de Julie Bélisle et Rober Racine) (ISBN 9782920325944)
- Jocelyn Robert. L’inclinaison du regard, Montréal, Galerie de l’UQAM, 2005, 144 p.  (ISBN 9782920325906)
- Glissements. Art et écriture, Montréal, Galerie de l’UQAM, 2005, 6 feuillets réunis.  (ISBN 9782920325913)
- Just My Imagination, Londres, MMB Collective ; MUSEUM London, 2005, 72 p.
- « Le touché de la peinture », dans L’image manquante, Montréal, Galerie de l’UQAM ; Éditions les petits carnets, 2005, 3 tomes, 96 p. chacun (autres textes de Monique Régimbald-Zeiber, et al.)
- Peter Gnass. Couper/Coller, Montréal, Galerie de l’UQAM, 2004, 128 p. (autres textes de Eve-Lyne Beaudry, et al.)  (ISBN 978-2-920325-87-6)
- Monuments. Considérations sur l’art et la guerre autour d’une œuvre de Dominique Blain, Montréal, Galerie de l’UQAM, 2004, 228 p. (autres textes de Georges Leroux, Anne-Marie Ninacs et John R. Porter)  (ISBN 9782920325869)
- Sarkis. 2 600 ans après 10 minutes 44 secondes, Montréal, Galerie de l’UQAM, 2004, 148 p.  (ISBN 9782920325166)
- Pierre Bourgault. NNNEEESSSSSOOONN au 47e parallèle, Québec, L’Œil de Poisson, 2003, 72 p.
- Are You Talking to Me? Conversation(s), Montréal, Galerie de l’UQAM, 2003, 272 p. (autres textes de Didier Prioul, et al.)  (ISBN 9782920325111)
- La parodie du monde selon Myriam Laplante, Montréal, Galerie de l’UQAM, 2002, 96 p. (autres textes de Myriam Laplante et Cecilia Casorati) (ISBN 2-920325-09-4)
- « La femme odeur », dans Le bonheur des femmes/The scent of a woman. Sharon Kivland, Paris, Filigranes Éditions, 2002, 32 p.  (ISBN 2-914381-16-6)
- « Beckett comme écran de résonance », dans D’après le dépeupleur/After The Lost Ones, Montréal, Galerie de l’UQAM, 2002 (autre texte de Michèle Thériault)
- Myopie. Œuvres de Christian Châtel, Christl Lidl, Magali Desbazeille, Montréal, Galerie de l’UQAM, 2001, 40 p.  (ISBN 9782920325050)
- Nancy Spero. L’image parlée/The Spoken Image, Montréal, Galerie de l’UQAM, 2001, 96 p.  (ISBN 978-2-89276-193-1)
- Jana Sterbak. Penser tout haut/Thinking Out Loud, Montréal, Galerie de l’UQAM, 2001, 112 p.  (ISBN 978-2-89276-190-0)
- Point de chute, Montréal, Galerie de l’UQAM, 2001, 112 p. (autre texte d'Anne-Marie Ninacs) (ISBN 9782892761917)
- Nicole Jolicoeur. Image d'une ville. Corps de l'image, Annecy, Musée-Château d’Annecy ; Montréal, Galerie de l’UQAM, 2000, 52 p. (autres textes de Nicole Jolicoeur et William Saadé) (ISBN 9782902287123)
- Roberto Pellegrinuzzi. Une pratique du poétique, Montréal, Galerie de l’UQAM ; Paris, Maison Européenne de la Photographie, 1999, 152 p.  (ISBN 9782892761870)
- Espaces intérieurs. Le corps, la langue, les mots, la peau, Paris, Passage de Retz ; Québec, Musée du Québec, 1999, 200 p.  (ISBN 9782551191321)
- El cos, la llengua, les paraules, la pell : Artistes contemporanis del Québec, Barcelone, Centre d’Art Santa Mònica ; Québec, Musée du Québec, 1999, 191 p.  (ISBN 9782551191147)
- Geneviève Cadieux, Rome, Galleria S.A.L.E.S. ; Québec, Musée du Québec, 1998, 48 p.
- Dominique Blain, Rome, Sala 1 ; Québec, Musée du Québec, 1998, 56 p.
- Pellegrinuzzi, La poesia del dettaglio, Rome, Studio d'arte contemporanea Pino Casagrande ; Québec, Musée du Québec, 1998, 56 p.
- Jean-Jacques Ringuette, Rome, Il Ponte Contemporanea ; Québec, Musée du Québec, 1998, 48 p.
- Angela Grauerholz, Rome, Galleria Valentina Moncada ; Québec, Musée du Québec, 1998, 48 p.
- Attitude d’artistes : Images et propos mobiles 1996-1998, Ivry-sur-Seine, Centre d'art contemporain d'Ivry - le Crédac, 1998, 40 p.  (ISBN 9782907643856)
- L’art inquiet. Motifs d’engagement, Montréal, Galerie de l’UQAM, 1998, 200 p. et CD-ROM (autres textes d'Olivier Asselin, et al.)  (ISBN 9782892761634)
- « Patrick Altman. La poésie de l’image éclatée », dans Patrick Altman, Hérouville-Saint-Clair, Centre d’Art contemporain de Basse-Normandie ; Caen, Frac Basse-Normandie, 1998, 24 p.  (ISBN 9782909127200)
- Dominique Blain. Médiation/Mediation, Québec, Musée du Québec, 1997, 97 p.  (ISBN 9782551178117)
- Biennale du dessin, de l’estampe et du papier-matière du Québec, Alma, Biennale du dessin, de l'estampe et du papier-matière du Québec, 1997, 100 p.  (ISBN 9782980460616)
- « L’idée de traces », dans Paysages Inter sites, Alma, Langage Plus, 1997, 73 p.  (ISBN 9782980583001)
- « L’empreinte des idées », dans Paysages Inter Sites, Alma, Langage plus, 1997, 73 p.
- « Daudelin. L’art dans la ville », « La pulsion du dessin » et « Conversation avec Louise Daudelin », dans Daudelin, Québec, Musée du Québec, 1997, 144 p.  (ISBN 9782551178490)
- Michel Archambault. Sculptures et autres inventions, Québec, Musée du Québec, 1996, 20 p.
- Vitam Impendere Amori, Ajaccio, Musée Fesch, 1996.
- Rober Racine. Les Pages-Miroirs, 1980-1995, Montréal, Centre international d'art contemporain, 1996, 56 p.  (ISBN 2-920825-12-7)
- Notion of Conflict. A selection of Contemporary Canadian Art, Amsterdam, Stedelijk Museum, 1995, 52 p.  (ISBN 978-90-5006-098-1)
- Piotr Klemensiewicz. Peintures, Aix-en-Provence, Espace 13, 1995, 100 p.  (ISBN 9782911111020)
- Les lieux incertains, Montréal, Galerie de l'UQAM, 1995, n. p. [64 p.]
- L'art prend l’air. Vol parallèle, Montréal, Musée des beaux-arts de Montréal, 1993, 32 p.  (ISBN 9782891921725)
- Pictures for the Sky. Parallel Flight, Montréal, Musée des beaux-arts de Montréal, 1993, 31 p.  (ISBN 9782891921732)
- Françoise Sullivan, Québec, Musée du Québec, 1993, 86 p.
- Escobedo, Derouin : La dérive des contrastes, Québec, Musée du Québec, 1992, 103 p.  (ISBN 9782551129546)
- Helen Escobedo, René Derouin : Instalaciones. Mexico : Museo Rufino Tamayo, 1992, 64 p.  (ISBN 9687180226)
- « Au cœur de l'exposition : un désir d'errance », dans La traversée des mirages. Photographie du Québec, Champagne-Ardenne/été 1992, Troyes, Transfrontières ; Québec, VU, centre de diffusion et de production de la photographie, 1992, 125 p.
- « La forme du regard », dans Derouin, Série 89-90 : Equinoxe, Val-David, Les Éditions du Versant Nord, 1990, 87 p.
- Linda Covit. Orienter le regard, Québec, Musée du Québec, 1990, 14 p.  (ISBN 2551123852)
- Un archipel de désirs : Les artistes du Québec et la scène internationale, Québec, Musée du Québec, 1991, 223 p.  (ISBN 2551125863)
- Jardin d'artiste de Paul Lacroix. Entre murs et nuages, Québec, Musée du Québec, 1991, 14 p.  (ISBN 2551126576)
- Paul Hunter. Œuvres en vue, Québec, Musée du Québec, 1990, 56 p.
- « Critical Bifurcation Point », dans Mary Beth Edelson. Shape Shifter: Seven Mediums, New York, M.B. Edelson, 1990, p. 16.  (ISBN 978-0960465033)
- Territoires d'artistes : Paysages verticaux, Québec, Musée du Québec, 1989, 126 p.  (ISBN 2551121744)
- L’esprit des lieux : René Derouin, Helen Escobedo, Lise Labrie, Reno Salvail, Rimouski, Musée régional de Rimouski, 1987, 81 p. (Préface)  (ISBN 2920367048)
- Visions : Estampes contemporaines au Québec et en France, Québec, Musée du Québec, 1987, 82 p.  (ISBN 2551067405)

### Livres ou chapitres de livres
- « Jin-me Yoon », dans Objet : collection du Musée d’art du Centre de la confédération, Charlottetown, Musée d’art du centre de la Confédération, 2017, p. 168.
- « Lecture de l’en-commun », dans Des textes dans l’espace public/Words in Public Space [Actes du colloque], Montréal, les éditions du passage, 2014, p. 123 à 126.
- Paul-André Fortier. Solo 30x30, Montréal, Galerie de l’UQAM, 2011, 128 p. (autres textes de Marie Lavigne et Guylaine Massoutre ; portfolio de Yann Pocreau)
- « L’art dans la ville : un contexte pluriel », dans Œuvres à la rue : pratiques et discours émergents en art public, Montréal, Galerie de l’UQAM ; Ville de Montréal ; département d’histoire de l’UQAM, 2010, 128 p. (sous la direction d’Annie Gérin, et al.)
- Rêver le nouveau monde. Michel Goulet, Montréal, Galerie de l’UQAM ; Galerie Simon Blais ; Ville de Montréal, 2008, 92 p. (autre texte de Michel Goulet)   (ISBN 978-2-920325-24-1)
- Les Saisons Sullivan/The Seasons of Sullivan, Montréal, Galerie de l’UQAM, 2007, 91 p., 75 exemplaires (Livre d’artiste)  (ISBN 978-2-920325-17-3)
- Area Mundi : trois œuvres d'art public du Montréal souterrain. Dominique Blain, Michel Goulet, Isabelle Hayeur, Montréal, Quartier international de Montréal, 2006, 93 p.  (ISBN 978-2920325357)
- L’image manquante, Montréal, Éditions les petits carnets, 2005, coffret de 3 livres, 96 p. (chacun)  (ISBN 2-922393-02-X)
- Michael Snow. Souffle solaire/Solar Breath, Montréal, Galerie de l’UQAM, 2005, 3 feuillets pliés non reliés (Livre d’artiste)  (ISBN 2-920325-92-2)
- « Sarkis’in Bir Yerleştirmesi Üzerine Okuma Denemesi », dans Bellek ve Sonsuz: Sarkis Külliyati Üzerine, Istanbul, Norgunk, 2005, p. 277-293.  (ISBN 9758686232)
- « Le musée de demain : entre espoir et devoir », dans Musées et muséologie Nouvelles frontières/Essais sur les tendances, Québec, Musée de la civilisation et Montréal ; Société des musées québécois, 2005, p. 23-32.
- Françoise Sullivan, La peinture à venir, co-auteure Monique Régimbald-Zeiber, Montréal, Éditions les petits carnets, 2003, 80 p.  (ISBN 2-922393-01-1)
- « Héritage manifestaire et pratique d’engagement », dans Les automatistes à Paris [Actes du colloque], Montréal, les 400 coups, 2000, p. 107-117.
- « Publier en art contemporain : le choc des constats/Contemporary Art publishing. Conflicting Realities », dans Le Répertoire des publications en art contemporain, Montréal, Centre d'information Artexte, no 16-17, 1999, p. 4-9. (en ligne)
- « Une pratique de l’ombre », dans Lectures obliques. Douze pratiques d’écriture reliées à l’art contemporain, Hérouville-Saint-Clair, Centre d’Art contemporain de Basse-Normandie, 1999, p. 89-94.  (ISBN 2-909127-23-0)
- L'engagement, co-auteure Monique Régimbald-Zeiber, Montréal, Éditions les petits carnets, 1998, 76 p.  (ISBN 2-922393-00-3)
- L'approche, co-auteure Monique Régimbald-Zeiber, Montréal, Éditions les petits carnets, 1996, 64 p.  (ISBN 2-9802971-8-6)
- « En quoi la photographie me regarde-t-elle ? », dans Portrait d'un malentendu. Chroniques photographiques récentes, Montréal, Dazibao, 1996, p. 61-68.  (ISBN 298009577X)
- « Objet de déroute : déroute de l'objet », dans L'objet contemporain [Actes du colloque], Québec, Musée de la civilisation, 1994, p. 11-17.
- « Lumière noire », dans Paul Lacroix. Travaux photographiques, Montréal, Éditions Roselin, 1994, 15 exemplaires (Livre d’artiste)
- « Jardins d'artiste : là où menace la fascination », dans « L'architecture de paysage au Québec », Continuité, no 1, hors-série, automne 1990, p. 39-42. (en ligne)
- « Paul Béliveau's Work in Black », dans Print Voice: Precarious Balance: A Publication on Printmaking and Print Artists, Edmonton : The University of Alberta Press, 1990, p. 23-27.
- « Territoires d'artistes dans la ville : Paysages verticaux », dans Le Paysage et l'art dans la ville [Actes du colloque], Montréal, Université de Montréal ; Association des architectes paysagistes du Québec, 1989, p. 31-34.
- « Liminaires », dans L’esprit des lieux [Actes du colloque], Université du Québec à Rimouski, 1-3 juin 1987, dans Urgences, numéro spécial double, automne 1987, 219 p.
- Art, Architecture, Environnement : les réalisations du programme de l'intégration des arts à l'architecture, Québec, Éditeur officiel du Québec, 1985, 42 p.

### Articles
- « Raccords, lueurs, et rumeurs du Fresnoy. Light beams and distant echoes: how artworks connect at Le Fresnoy », Art Press, no 45, mai-juin-juillet 2017, p. 33-37.
- « Art critics' reading list », Art Pulse, June 2016, p. 54. (en ligne)
- « Jean-Pierre Aubé. Debout devant le ciel », Spirale, no 254, automne 2015, p. 13-24. (en ligne)
- « Arts visuels et musique en contrepoint/Visual Arts and Music in Counterpoint », Esse, no 81, printemps 2014, p. 96-107. (en ligne)
- « Commissaire : l’amour t’expose », Esse, no 72, printemps-été 2011, p. 26-32.
- « Faktura ou le comment faire de l’exposition », Figures de l’art, no 18, 2010, p. 133-142.
- « Anitlar Simdiki Zamanda », Doxa, 2008, p. 8-23. (autres textes de Georges Didi-Huberman, et al.)
- « Paul Lussier », Protée, vol. 30, no 3, hiver 2002, p. 55–62 (en ligne)
- « Le désir d'un art public », POSSIBLES, vol. 20, no 4, automne 1996, p. 21-31.
- « L'embuscade lumineuse de Monique Régimblad-Zeiber  », Parachute, Montréal, no 72, automne 1993, p. 49-50.
- « Dominique Blain », Parachute, no 59, juillet-août-septembre 1990, p. 34-35.
- « De l'exil au combat. La révolution picturale de John Lyman », Vie des arts, hiver 1987, no 129, p. 35-40.